# Teleutaea pleuralis
Teleutaea pleuralis là một loài tò vò trong họ Ichneumonidae.